# Karel Přenosil
Karel Přenosil (1. března 1937 – 6. června 2012) byl český fotbalový trenér.

## Trenérská kariéra
Trenérskou kariéru zahájil v Lokomotivě Kladno a postupně od 1.A třídy postupoval přes krajský přebor Středočeského kraje až do Divize, kde v podzimní části ročníku 1973–74 skončil na 2. místě.
V československé lize trénoval v v sezóně 1985/86 SK Dynamo České Budějovice. V české lize trénoval v sezóně 1994/95 FC Union Cheb. Dále trénoval SK Kladno.